# Самбай
Самбай (на руски: Самбай, на казахски: Самбай) е село, разположено в Алгински район, Актобенска област, Казахстан. Населението му през 2009 година е 816 души.

## Население
През 1999 година населението на селото е 738 души (369 мъже и 369 жени). През 2009 година населението му е 816 души (407 мъже и 409 жени).